# 滇绒鼠
滇绒鼠（学名：Eothenomys eleusis）为仓鼠科绒鼠属的动物。在中国大陆，分布于贵州、云南、四川、湖北等地，多见于高山耕地。该物种的模式产地在云南昭通。

## 亚种
- 滇绒鼠湖北亚种（学名：Eothenomys eleusis aurora），G. Allen于1912年命名。在中国大陆，分布于贵州、四川、湖北等地。该物种的模式产地在湖北长阳县。[2]
- 滇绒鼠指名亚种（学名：Eothenomys eleusis eleusis），Thomas于1911年命名。在中国大陆，分布于云南（西北部）等地。该物种的模式产地在湖北长阳县。[3]